# Škoda Felicia Vanplus
Škoda Felicia Vanplus je užitkový automobil, který od října 1995 do července 2000 vyráběla automobilka Škoda Auto spolu s Felicii FUN a pickupem v Kvasinách a ve Vrchlabí. Vanplus byl představen jako rozšířená a praktičtější varianta felicie kombi, zaměřená zejména na podnikatele a malé firmy, které potřebovaly prostorné a cenově dostupné vozidlo pro přepravu menšího zboží. V roce 2002 ho nahradila Škoda Fabia Praktik.

## Technické údaje
Hlavním rozdílem oproti běžné verzi kombi bylo odstranění zadních sedadel a přidáním přepážky oddělující nákladový prostor od kabiny, včetně pevné plastové podlahy s úchyty pro náklad. Boční zadní dveře byly zaplechované (do roku 1998), poté do konce výroby s neprůhledným, vsazeným plastovým oknem v barvě vozu. Vůz měl dále místo pevné střechy plastovou nástavbu se zvýšenou střechou od firmy Air Design. Nástavba byla vyšší než karoserie, ke které přiléhala. Vyšší odpor vzduchu snížil maximální rychlost vozidla a zvýšil spotřebu. Vůz je standardně dvoumístný, ovšem existovaly i kusy exportované do Německa, které byly pětimístné. Celkem bylo vyrobeno 5168 vozidel.
Facelift
Modernizace v roce 1998 se netýkala všech užitkových verzí ani verze Fun. Užitkové vozy se i nadále vyráběly se starou maskou.

## Provoz
Škoda Felicia Vanplus byla často součástí vozových parků různých firem a institucí. Hojně ji využívaly například Česká pošta a SPT Telecom.

## Výbava
Výbava Škody Felicia Vanplus byla nabízena jen ve dvou základních variantách: LX a LXi.
Seznam základní výbavy:
- Plastová nástavba
- Plastová podlaha v ložném prostoru s úchytnými oky
- Mezistěna za předními sedadly
- Krytky středů kol
- Seřizování světlometů z místa řidiče
- Zadní mlhové svítilny
- Boční blikače
- Výškově nastavitelné opěrky hlavy
- vnější zrcátka nastavitelná z místa řidiče
- Tříbodové bezpečností pásy, výškově nastavitelné
- Dvouramenný volant
- Štít přístrojů s analogovými hodinami
- Zvuková signalizace zapnutých světel
- Odkládací schránka v přístrojové desce
- Klíček s osvětlením
- Posilovač řízení (u 1.9 standardně)
- Cyklovač stěračů
- Autozásuvka

Seznam příplatkových prvků:
- Otáčkoměr
- Airbag spolujezdce a řidiče
- ABS
- Posilovač řízení (u motorizace 1.9 standardně, po faceliftu v roce 1998 standardně i pro 1.6, pro 1.3 na přání)
- Výškově stavitelné sedadlo řidiče
- Klimatizace (pouze 1.3 50 kW a 1.6)
- Přední mlhové svítilny
- Boční lišty
- Příprava pro autorádio, 2 reproduktory, anténa
- Rádio Škoda Music System 201
- Rádio Škoda Music System 401
- Zkrutný stabilizátor přední nápravy (u motorizace 1.6 a 1.9 a vozy s ABS standardně)
- Imobilizér (od 1996 standardně)
- Rozpěrná tyč předních tlumičů (u 1.9 standardně, nebo u vozů vybavených airbagy nebo ABS)

### Motory

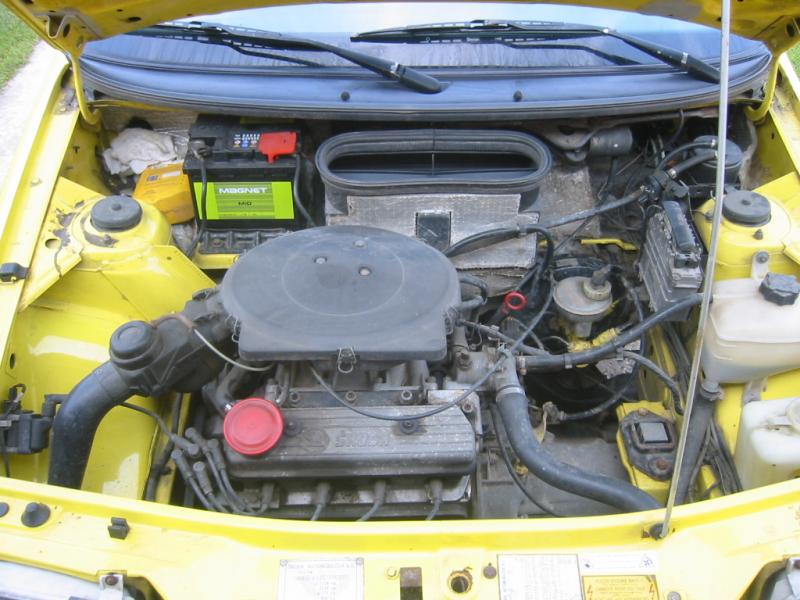
Motor 1,3 BMM
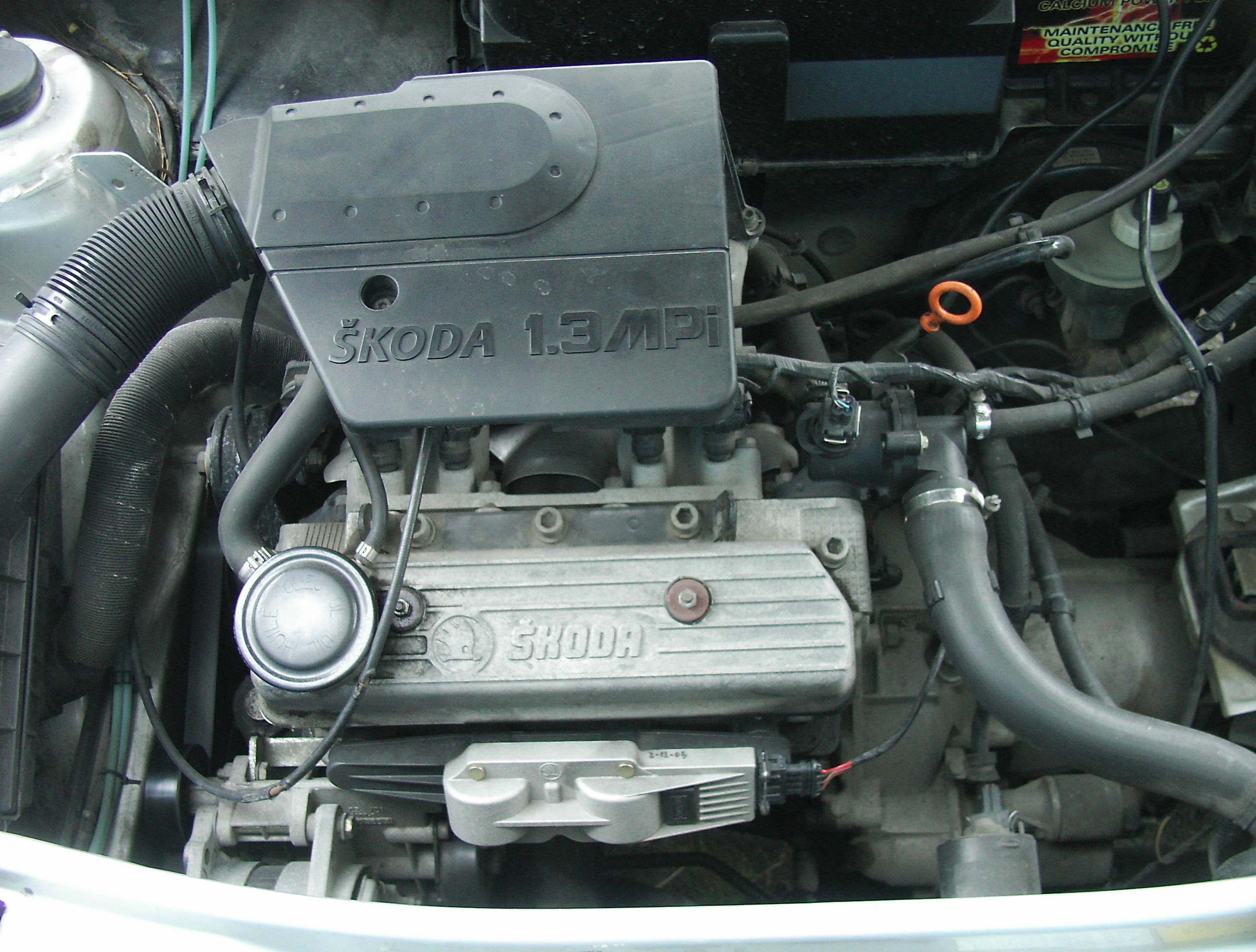
Motor 1,3 MPI
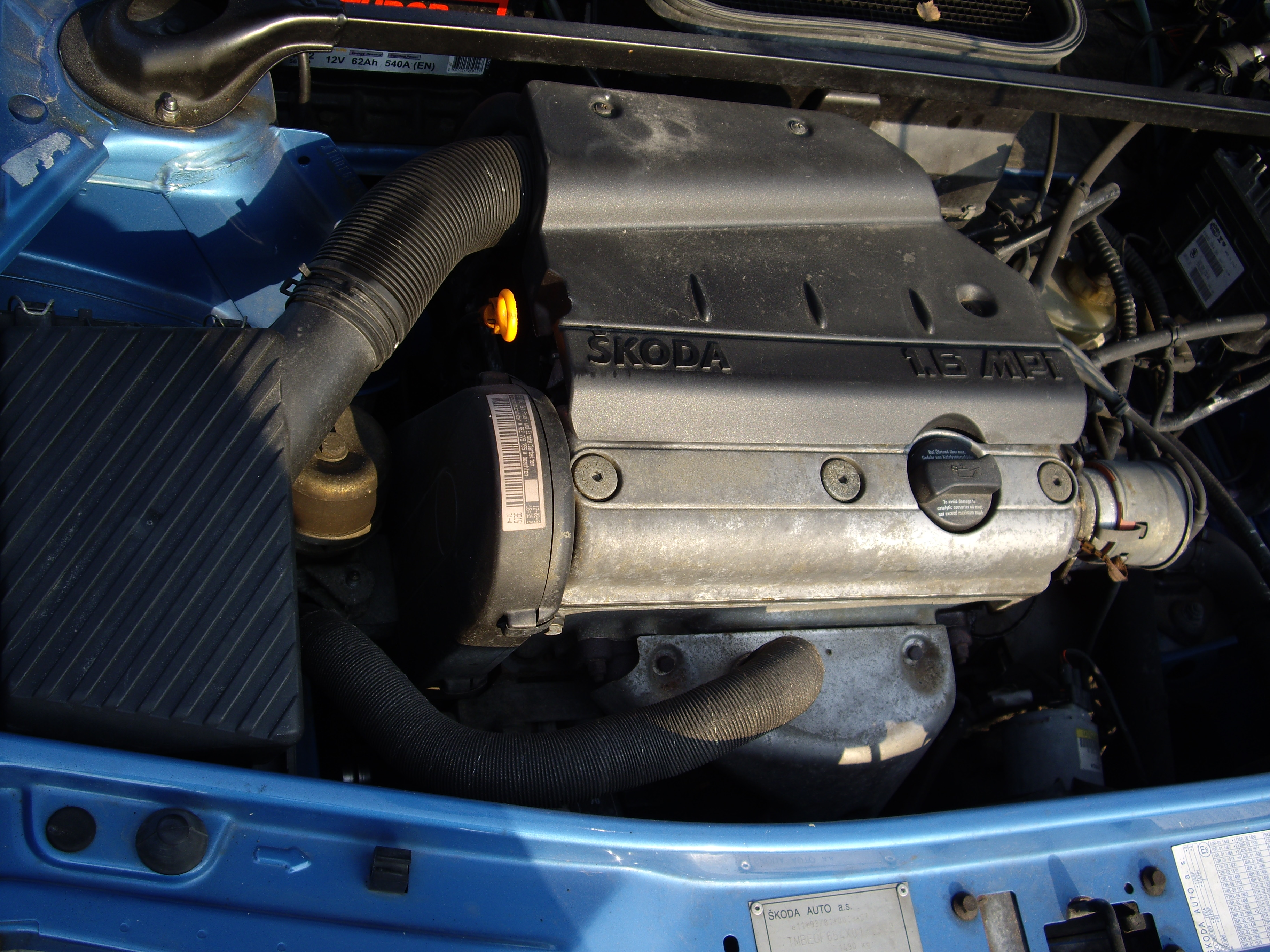
Motor 1,6 MPI
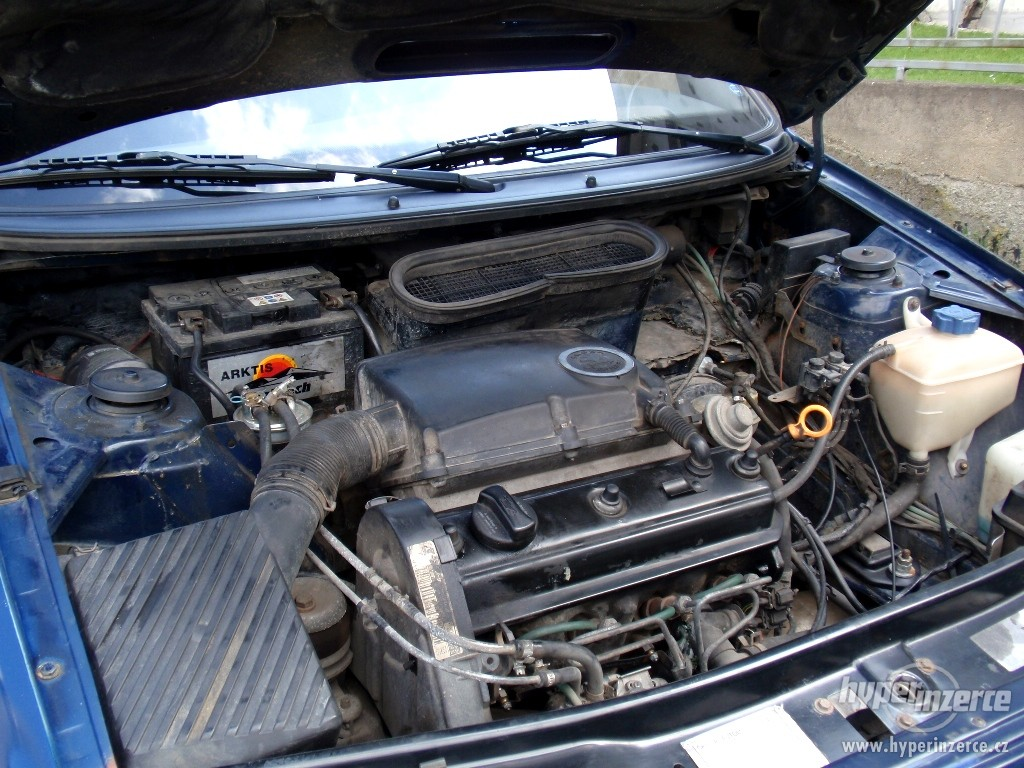
Motor 1,9 D

| Motor       | Objem    | Výkon           | Norma  | Spotřeba     | Max. rychlost | Zrychlení 0–100 km/h | Poznámka                                    |
| ----------- | -------- | --------------- | ------ | ------------ | ------------- | -------------------- | ------------------------------------------- |
| Zážehové    |          |                 |        |              |               |                      |                                             |
| Š 781.135 K | 1289 cm³ | 42 kW (56 koní) | —      | 8,0 l/100 km | 130 km/h      | 19 s                 | Karburátor Jikov 28-30 LEKR                 |
| Š 781.135   | 1289 cm³ | 43 kW (57 koní) | —      | 7,9 l/100 km | 130 km/h      | 18 s                 | Karburátor Jikov 28-30 LEKR                 |
| Š 781.135 B | 1289 cm³ | 40 kW (54 koní) | Euro 2 | 7,7 l/100 km | 138 km/h      | 19 s                 | jednobodové vstřikování BMM                 |
| Š 781.136 B | 1289 cm³ | 50 kW (68 koní) | Euro 2 | 7,4 l/100 km | 145 km/h      | 17 s                 | jednobodové vstřikování BMM                 |
| Š 781.135 M | 1289 cm³ | 40 kW (54 koní) | Euro 2 | 7,1 l/100 km | 138 km/h      | 17 s                 | vícebodové vstřikování MPI Siemens Simos 2P |
| Š 781.136 M | 1289 cm³ | 50 kW (68 koní) | Euro 2 | 7,4 l/100 km | 154 km/h      | 15 s                 | vícebodové vstřikování MPI Siemens Simos 2P |
| AEE 1,6     | 1598 cm³ | 55 kW (75 koní) | Euro 2 | 7,7 l/100 km | 154 km/h      | 13,5 s               | vícebodové vstřikování Magneti Marelli      |
| Vznětové    |          |                 |        |              |               |                      |                                             |
| AEF 1,9 D   | 1896 cm³ | 47 kW (64 koní) | Euro 2 | 6,3 l/100 km | 140 km/h      | 17,5 s               | vznětový motor                              |
| 1. 2. 3.    |          |                 |        |              |               |                      |                                             |

- Motor 1,3 BMM
- Motor 1,3 MPI
- Motor 1,6 MPI
- Motor 1,9 D